# Saint-Marc-Jaumegarde
Saint-Marc-Jaumegarde is een gemeente in het Franse departement Bouches-du-Rhône (regio Provence-Alpes-Côte d'Azur). De plaats maakt deel uit van het arrondissement Aix-en-Provence. Saint-Marc-Jaumegarde telde op 1 januari 2022 1.270 inwoners.

## Geografie
De oppervlakte van Saint-Marc-Jaumegarde bedroeg op 1 januari 2022 22,56 vierkante kilometer; de bevolkingsdichtheid was toen 56,3 inwoners per km².
De onderstaande kaart toont de ligging van Saint-Marc-Jaumegarde met de belangrijkste infrastructuur en aangrenzende gemeenten.

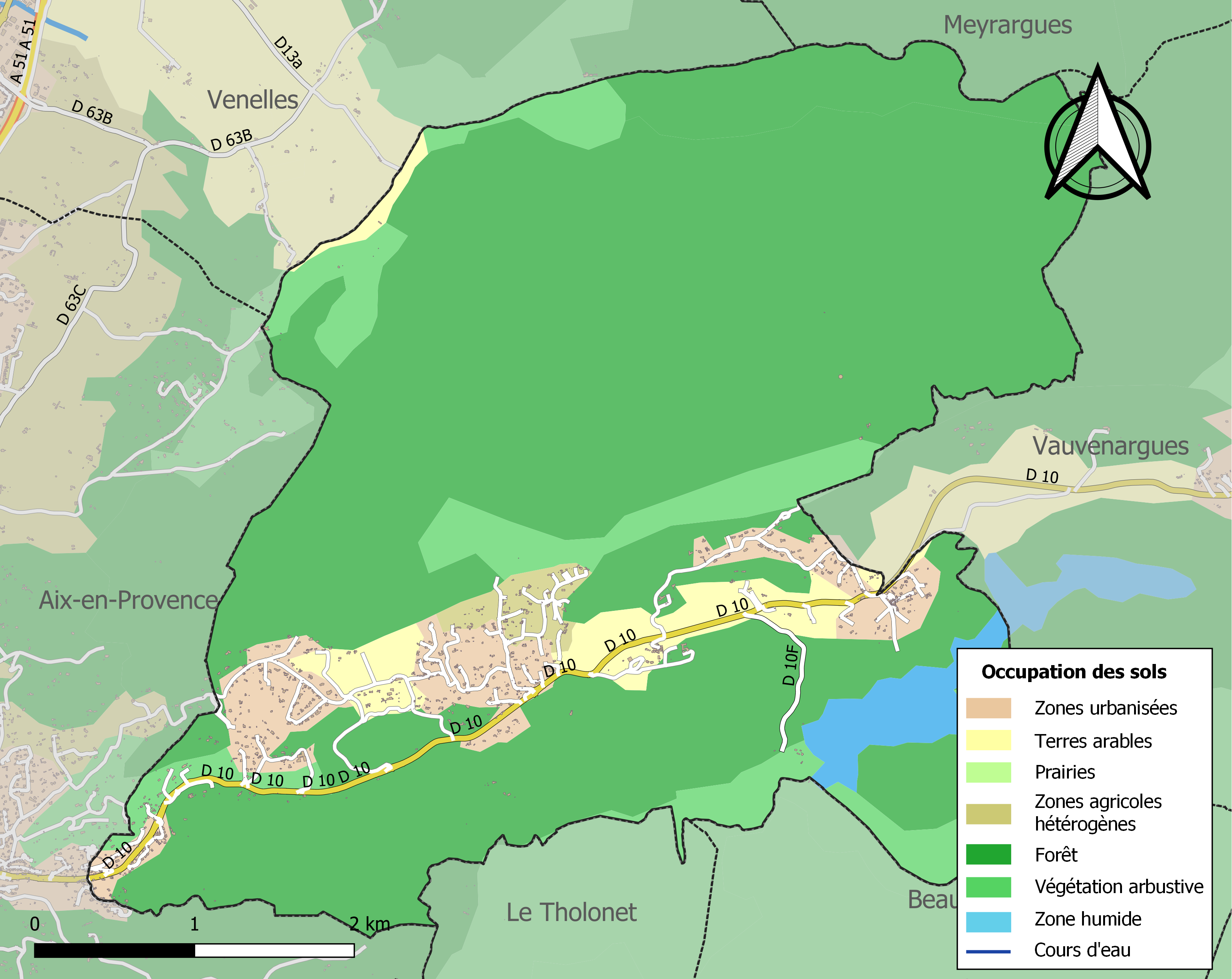

## Demografie
Onderstaande figuur toont het verloop van het inwonertal (bron: INSEE-tellingen).
Vanwege een beveiligingsprobleem met de MediaWiki Graph-software is het momenteel niet mogelijk deze grafiek weer te geven. Zodra de software is bijgewerkt zal de grafiek vanzelf weer zichtbaar worden.